# Relaciones Bolivia-Irán
Las relaciones entre Bolivia-Irán son las relaciones exteriores entre el Estado Plurinacional de Bolivia y la República Islámica de Irán. Las relaciones entre ambos países se establecieron el 8 de septiembre de 2007, durante las presidencias de Evo Morales Ayma y Mahmud Ahmadineyad respectivamente. El 4 de junio de 2020 el gobierno boliviano cerró tres ministerios y las embajadas de Irán y Nicaragua, con el fin de "ahorrar" recursos y destinarlos a la lucha contra el coronavirus, según lo anunciado por la presidenta Jeanine Añez.

### Primera visita iraní a Bolivia (2007)
El 27 de septiembre de 2007, el Presidente de Irán Mahmud Ahmadineyad llegó por primera vez a Bolivia al Aeropuerto Internacional El Alto de la ciudad de La Paz (Bolivia) en visita a su homólogo Evo Morales Ayma. Cabe destacar que esta visita se destacó a nivel nacional por ser la primera vez que un presidente iraní (antiguo Imperio Persa) llegaba a pisar territorio boliviano en la Historia de Bolivia.
Se firmaron acuerdos y memorandums en áreas como: hidrocarburos, minería, producción, industria, agricultura, infraestructura, agua, forestación, cultura, ciencia y tecnología, administración de los recursos naturales, construcción y manufactura.
Durante esta visita la oposición criticó al Gobierno de Evo Morales por no suspender la visita iraní ya que según ellos Bolivia iba a perder el apoyo de los países Europeos y de Estados Unidos.

### Primera visita boliviana a Irán (2008)
El 1 de septiembre de 2008, el Presidente de Bolivia Evo Morales Ayma, llegó por primera vez a la ciudad de Teherán (procedente de Libia) en visita a su homólogo Mahmud Ahmadineyad. En esta visita oficial de dos días de duración se ratificó la cooperación económica y la inversión entre ambos países.

### Segunda visita iraní a Bolivia (2009)
El 24 de noviembre de 2009, el Presidente de Irán Mahmud Ahmadineyad llegó por segunda vez a la ciudad de La Paz (Bolivia) en visita a su homólogo Evo Morales Ayma. El encuentro entre ambos mandatarios se realizó en el Palacio Quemado y tuvo una duración de dos horas. Durante su visita, ambos mandatarios inauguraron el hospital iraní (de segundo nivel) ubicado en la zona de Villa Dolores de la ciudad de El Alto. El costo de la infraestructura tuvo un valor de 1 millón, 200 mil dólares, financiada por la sociedad de la Media Luna Roja.
La oposición boliviana volvió a criticar nuevamente la visita del mandatario iraní a Bolivia y acusó al mandatario persa de estar supuestamente buscando el uranio boliviano para abastecer las centrales nucleares iraníes.

### Segunda visita boliviana a Irán (2010)
El 24 de octubre de 2010, el Presidente de Bolivia Evo Morales Ayma, llegó por segunda vez a la ciudad de Teherán en visita a su homólogo Mahmud Ahmadineyad. En esta visita oficial de tres días de duración, se realizó con el objetivo de estrechar lazos políticos e incrementar las relaciones económicas con el régimen iraní. Durante su estadía en Irán el presidente boliviano visitó la ciudad de iraní de Tabriz (530 kilómetros al oeste de Teherán) con el objetivo de observar algunos proyectos económicos del país persa.

### Tercera visita iraní a Bolivia (2012)
El 19 de junio de 2012, el presidente de Irán Mahmud Ahmadineyad volvió nuevamente a visitar Bolivia. Aterrizó en el Aeropuerto Internacional de El Alto de la ciudad de La Paz (sede de gobierno).
Durante esta visit se firmaron acuerdos entre ambos países en ciencia y tecnología. 

### Tercera visita boliviana a Irán (2013)
El año 2013 por tercera vez el presidente Evo Morales ayma volvió a visitar nuevamente la República islámica de Irán

## Relaciones económicas
En la actualidad, Irán está invirtiendo en la infraestructura de Bolivia y otros proyectos. El embajador iraní en Bolivia dijo que su país abrirá dos centros de salud pública de bajo costo en el país, lo que es más pobre del Sur de América. Encargado de negocios iraní Hojjatollah Soltani dijo que su país tenía previsto utilizar Bolivia como base para futuras Media Luna Roja programas médicos de todo el continente.
En 2010, cuando Morales visitó Irán, buscó nuevas inversiones en Bolivia, y "ampliar los lazos, promover la inversión, y mejorar aún más la cooperación." El viaje también implicó la discusión para una inversión prevista $ 287 millones de Irán en Bolivia. Esto fue precedido por una línea de crédito Irán extendió a Bolivia por otros $ 287 millones de dólares como ayuda al desarrollo, en particular para la exploración minera y la industria textil.

## Retórica política
Morales ha mantenido que Irán tiene un derecho a la energía nuclear con fines pacíficos ya que no había presión para agregar sanciones para el programa nuclear de Irán.
Durante otra visita a Irán en 2010, junto con el presidente de Irán, Mahmoud Ahmadinejad, dijo que había una necesidad de "fortalecer el frente de resistencia formado por independientes y la libertad de búsqueda de las naciones para luchar contra el imperialismo y la hegemonía global."  También dijo "Irán y Bolivia tienen conciencia revolucionaria idéntica que permite la expansión de las relaciones y da cuenta de la proximidad de los dos estados."  Bolivia también negó tener ninguna clase de acuerdo de exploración de uranio conjuntas con Irán en la cara de la presión internacional sobre nuclear de Irán programa.

## Visitas bilaterales
En una visita a Irán en 2008, Morales también aseguró la asistencia iraní en la promoción de hidrocarburos desarrollo. Una comisión iraní ayudaría a Bolivia para estudiar diferentes opciones de promoción de la petroquímica y la producción agroindustrial, así como tratar de acelerar una inversión de alrededor de $ 1.1 millones de dólares que el presidente iraní Ahmadnenijad prometió en su visita a Bolivia en septiembre de 2007. Bolivia describió el viaje como un intento de llegar a otros estados "rechazadas por la comunidad internacional." Morales agregó que los dos son como "dos países amigos y revolucionarios" que son los lazos de refuerzo; agregando que los esfuerzos de Irán para proporcionar respaldo económico y político en apoyo a "la lucha campesina en América Latina." Las inversiones de Irán puedan impulsar las relaciones bilaterales económicas y agrícolas, a partir de plantas de procesamiento de leche, a las estaciones de radio y televisión, incluyendo un acuerdo para proporcionar la televisión estatal boliviana con programación en español, para financiar la exploración hidroeléctrica. Los informes también indican un interés en las reservas de uranio y litio de Bolivia para su uso en proyectos nucleares iraníes. Morales bromeó con anterioridad que él también es parte del " eje del mal ".
Él visitó Irán de nuevo en 2010, y se espera que firme acuerdos de cooperación en la producción de cemento, maquinaria industrial y proyectos de la industria de alimentos. [4]
El ministro de Defensa iraní, general Ahmad Vahidi visitó Bolivia, a instancias de su homólogo Bolivican María Cecilia Chacón . Después de asistir a una ceremonia militar, dijo que "América Latina ya no es patio trasero de los EE. UU. 'e Irán mejorará sus relaciones constructivas con los países de la región." También llamó la visita "éxito" y que los dos estados mejorarían sus "lazos crecientes." 